# Ikeda Takanori
Takanori Ikeda (sinh ngày 11 tháng 2 năm 1981) là một cầu thủ bóng đá người Nhật Bản.

## Sự nghiệp câu lạc bộ
Takanori Ikeda đã từng chơi cho Sanfrecce Hiroshima.